# Akodon lindberghi
Akodon lindberghi é uma espécie de roedor da família Cricetidae. Endêmica do Brasil, onde pode ser encontrada no Distrito Federal e no estado de Minas Gerais.